# Stanisław Lukas

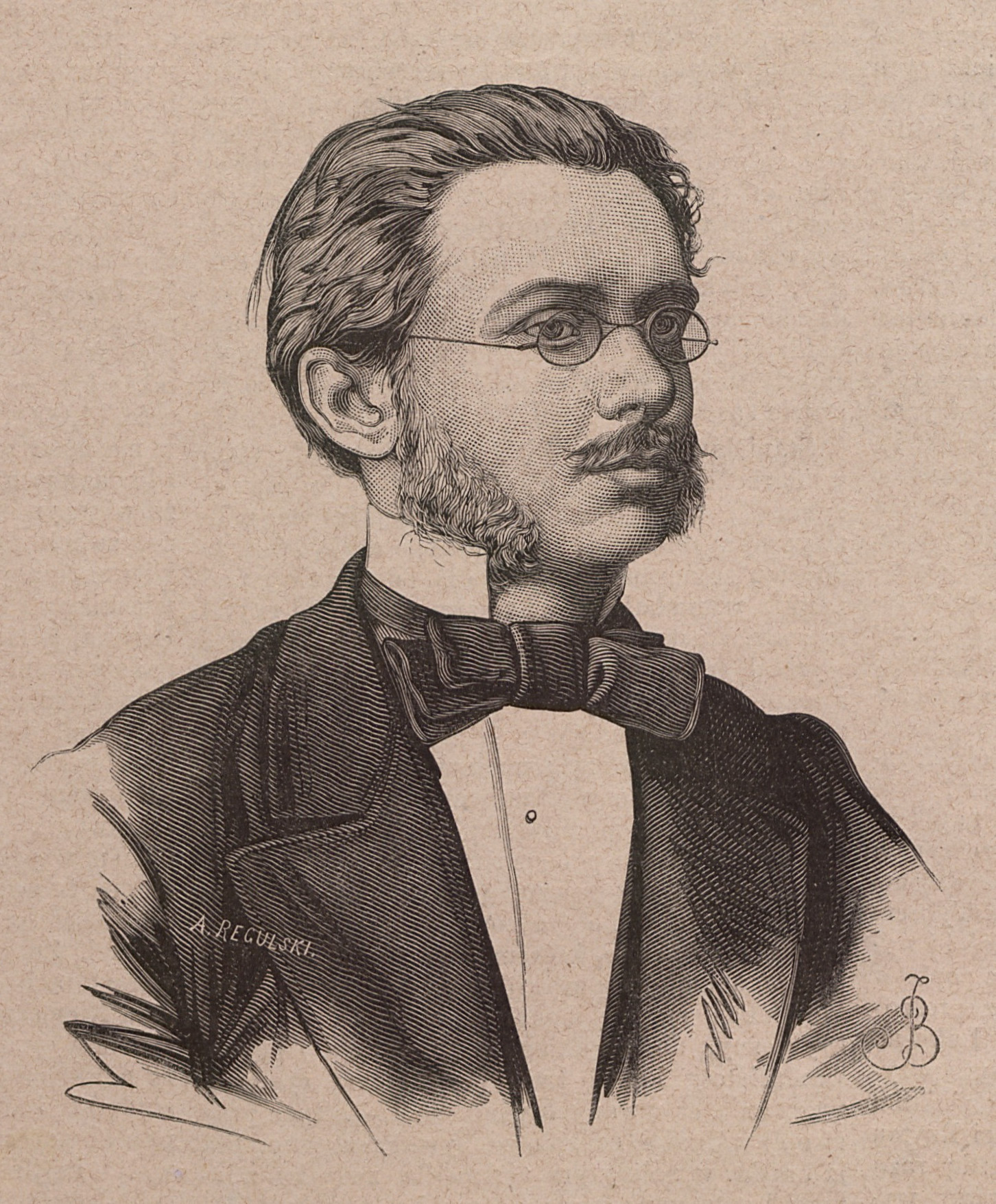
Stanisław Lukas

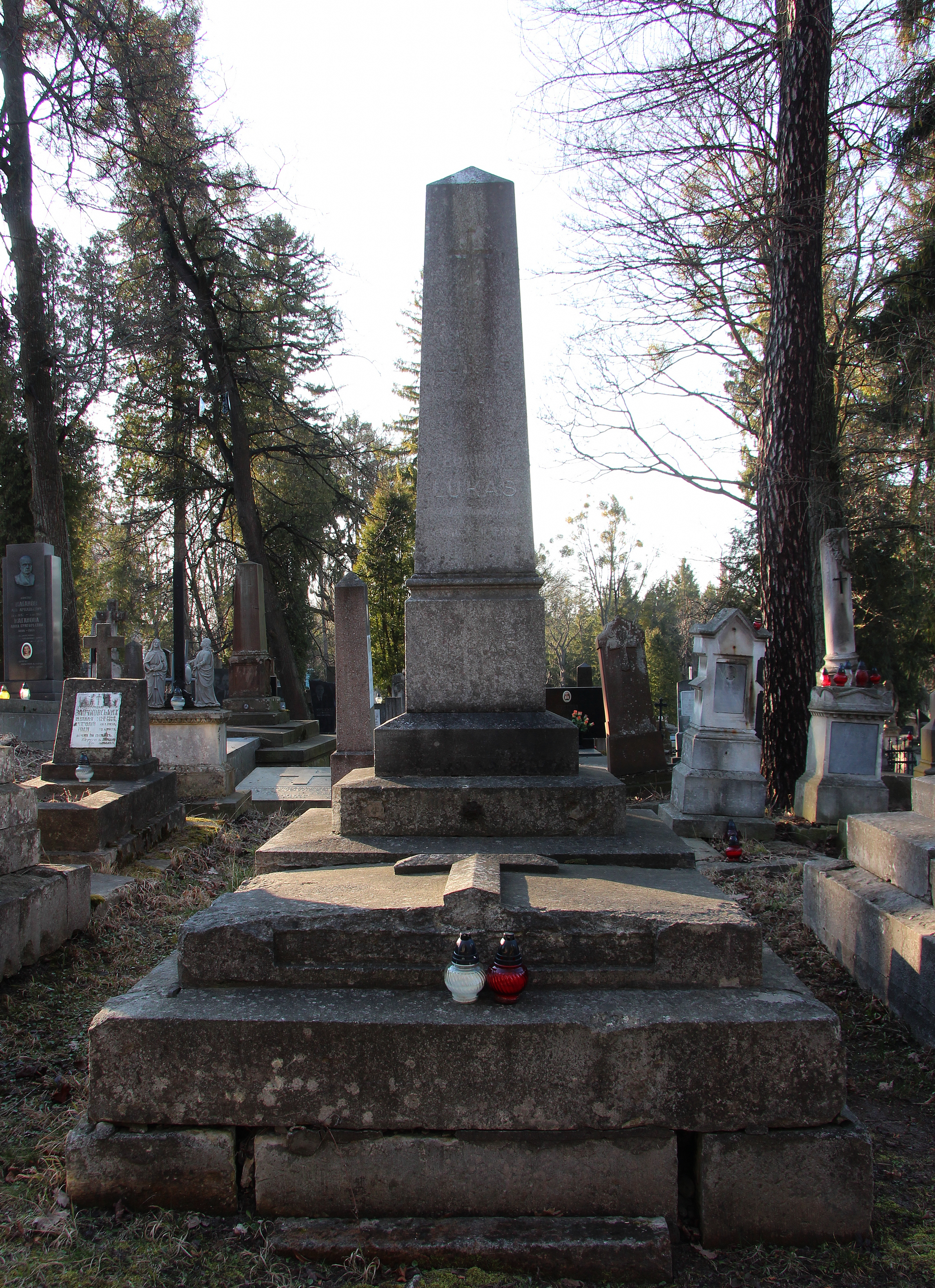

Stanisław Lukas (ur. 19 listopada 1855 w Tarnopolu, zm. 13 czerwca 1882), polski historyk.
Był najmłodszym synem Franciszka i Anny. Urodził się w Tarnopolu, gdzie w 1872 roku złożył maturę z odznaczeniem.
Studiował historię na Wydziale Filozoficznym Uniwersytetu Lwowskiego pod kierunkiem Ksawerego Liskego, ponadto uczęszczał na wykłady z filozofii i filologii klasycznej. Pierwsze rigorosum doktorskie złożył w 1877 roku, natomiast drugie odłożył z powodu wyjazdu do Czech, gdzie poddał się leczeniu.  Po otrzymaniu stypendium cesarskiego udał się na studia do Francji i do Niemiec, gdzie przebywał przez 5 lat i zajmował się badaniami historycznymi dotyczącymi XVII wieku. Pobyt za granicą i styczność z przodującymi w Europie, ośrodkami naukowymi Francji i Niemiec, niebywale rozwinął ogromny talent Lukasa.
Rozpoczął studia w Berlinie (spędził rok u Waitza i Droysena), a z końcem 1878 roku przybył do Paryża, gdzie przebywał przez 3 lata. Studiował tam w Collège de France, Ecole des Chartres oraz Ecole Pratique des Hautes Etudes. Poświęcał się studiom w zakresie nauk pomocniczych historii, prowadził też badania archiwalne. Oprócz tego, wybierał się do Belgii i Anglii (Londyn, Oksford) w celach naukowych i turystycznych. W Paryżu został członkiem Towarzystwa Historyczno-Literackiego. Opuścił stolicę Francji w 1882 roku, a podczas powrotu do Lwowa odwiedził uniwersytety niemieckie, gdzie brał udział w seminariach naukowych. Do Lwowa dotarł w marcu 1882, złożył tam drugie rigorosum (15 kwietnia 1882 odbyła się promocja doktorska).
Stanisław Lukas był uważany za najzdolniejszego ucznia Liskego. Jego prace cechował talent pisarski i erudycja. Najważniejsze dzieła Lukasa to:
- "Przyłączenie Mazowsza do Korony Polskiej"
- "Erazm Ciołek, biskup płocki (1503-1522), dyplomata polski 16 wieku"
- "O rzekomej wyprawie na Turka Olbrachta w 1497"
- "Stanowisko Erazma Ciołka jako księcia kościoła oraz mecenasa literatury i nauk"
- "Rozbiór podługoszowej części Kroniki Bernarda Wapowskiego"

Ostatnia z wymienionych prac – "Rozbiór podługoszowej części Kroniki Bernarda Wapowskiego" została wydana w Krakowie w 1880 roku i przedstawiała największą w dorobku autora wartość naukową, była ona jego dysertacją doktorską. Lukas drukował też drobniejsze dzieła, między innymi w "Bibliotece Warszawskiej", czy "Przeglądzie Krytycznym". Stanisław Lukas był inicjatorem założenia Akademickiego Kółka Historyków (powstało w 1878 roku). Był w zespole studenckim pracującym nad Bibliografią Historii Polski.
W połowie maja 1882 roku Lukas wniósł podanie o habilitację z historii powszechnej na Uniwersytecie Jagiellońskim w Krakowie. Nie udało mu się tego osiągnąć, ponieważ niedługo potem zachorował i zmarł. Przyczyną śmierci była choroba – skręt kiszek i zapalenie otrzewnej. Stanisław Lukas został pochowany 15 czerwca 1882 roku na Cmentarzu Łyczakowskim we Lwowie.